# Stoffel de Schildpad
Stoffel de Schildpad is een personage uit beide seizoenen van de Nederlandse poppenserie De Fabeltjeskrant. Een bekende, vaak gehoorde uitspraak van hem is "Ik voel me zo appelig".
Zoals dat bij schildpadden gewoon is, gaat bij Stoffel alles traag: lopen, praten enzovoorts. Al in het eerste seizoen bouwden de gebroeders Bever een stoommobiel voor hem, zodat hij zich snel en gemakkelijk kan verplaatsen. Stoffel heeft last van de meest uiteenlopende lichamelijke klachten en is dan ook een regelmatig bezoeker van de dokterspraktijk van Meindert het Paard.
Zijn stem was die van actrice Elsje Scherjon. Sommige liefhebbers van De Fabeltjeskrant veronderstellen dat Stoffel lijdt aan wat we tegenwoordig hypochondrie noemen. Lichamelijk lijkt hem niets te mankeren, maar hij wil zo graag aandacht dat hij zich verbeeldt dat hij iets heeft.